# Tanner-Krabbe
Die Tanner-Krabbe oder Bairdi-Krabbe (Chionoecetes bairdi) ist eine Art der Krabben. Sie ähnelt der etwas kleineren Schneekrabbe (Chionoecetes opilio), beide werden als snow crabs oder Tanner crabs vermarktet.

## Merkmale
Die Tanner-Krabbe hat einen hellbraunen bis grünlich braunen Rückenpanzer (Carapax), der mit Höckern und roten Flecken besetzt ist. Er ist oval, etwas breiter als lang, meist etwa 14 cm, bei sehr großen Exemplaren kann er fast 20 cm breit sein. Die Beine sind relativ lang. Die kurzen Scheren tragen schlanke, gebogene Finger und haben eine weiße Spitze. Weibchen haben eine breite Bauchfalte an ihrer Unterseite, diese ist bei Männchen deutlich schmaler. Die Art trägt vorn ein Rostrum in Form zweier breiter abgeflachter Fortsätze. Der vordere Seitenrand ist mit Dornen besetzt. Die rückenseitig rot gestreiften Schreitbeine sind länger als die Scherenbeine. Der Merus der Schreitbein ist etwas verdickt und abgeflacht, ihr Carpus trägt Dornen. Die Dactyli sind rot. Ab einer Breite von 9 cm sind Weibchen geschlechtsreif.

## Vorkommen, Lebensraum und Ernährung
Die Tanner-Krabbe kommt im nördlichen Westpazifik vor, von der Küste Alaskas bis zur Mitte Oregons, in Ausnahmefällen bis zur südkalifornischen Insel Santa Catalina. Sie bevorzugt schlammige oder sandige Untergründe in Wassertiefen bis zu 200 m.
Die Nahrung besteht vorwiegend aus Gliederfüßern, gefolgt von Muscheln, vor allem Tellmuscheln der Gattung Macoma sowie Muscheln der Gattung Yoldia. Zudem werden Fische und andere Krebstiere gejagt.

## Nutzung

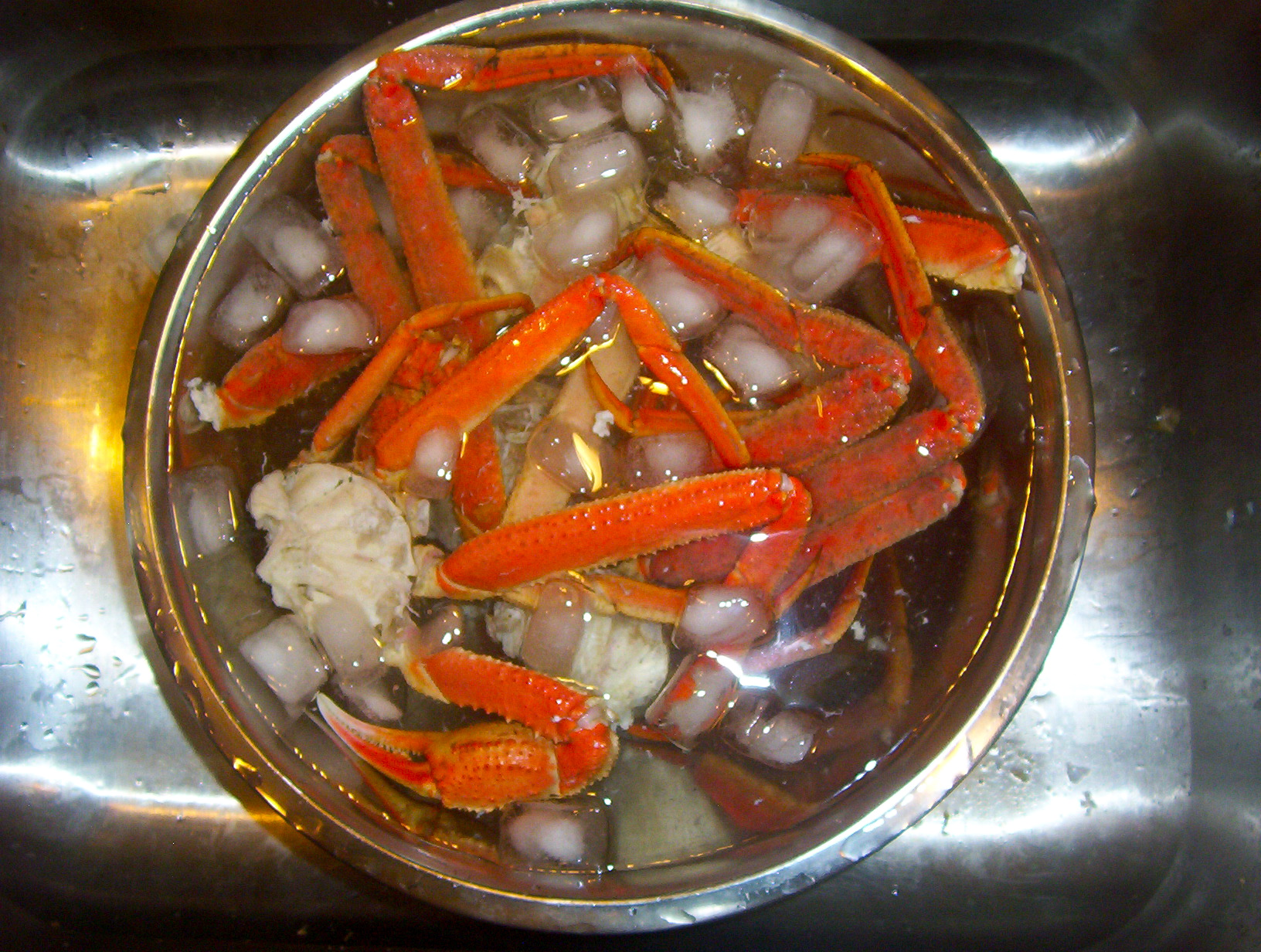
Gericht aus Tanner-Krabben

Die Art wird seit 1967 vor Alaskas Küsten kommerziell befischt. In diesem Jahr wurden 53 kg angelandet, die Fangmenge stieg bis 1974 auf 29.000 t jährlich. Sie nahm zu diesem Zeitpunkt mit einem Erlös von 13 Millionen US-Dollar Platz zwei unter den Meeresfrüchten Alaskas ein. Ab den 1980er Jahren nahm die Profitabilität des Krabbenfangs wegen Überfischung der Bestände jedoch stark ab.
Auch das Black mat syndrome, eine Pilzerkrankung, verursacht große wirtschaftliche Schäden.